# Peter Nielsen
Peter Nielsen (28 de julio de 1829 - 30 de septiembre de 1897) fue un botánico y patólogo danés.

## Biografía
Nació en una granja en la parroquia Vonsbæk en el Ducado de Schleswig. Se convirtió en un maestro de escuela en Ørslev en Zelanda , donde estudió la flora local. Estaba particularmente interesado en las plantas útiles para la agricultura y en los patógenos de plantas. Fue un prolífico escritor sobre estos temas. Realizó estudios meticulosos de los hongos de la roya. Fue el primero en describir la alternancia de Puccinia poarum entre pastos y Tussilago farfara.
- La abreviatura «Nielsen» se emplea para indicar a Peter Nielsen como autoridad en la descripción y clasificación científica de los vegetales.[4]